# Axel Sjöblom
Axel Adolf Sjöblom (ur. 17 grudnia 1882 w Sztokholmie, zm. 10 października 1951 tamże) – szwedzki sportowiec, olimpijczyk.
Na Igrzyskach wystąpił w ich letniej edycji z 1908 w Londynie, gdzie zdobył złoty medal w drużynowych zawodach gimnastycznych.